# Casa de la señora William B. Astor
La casa de la señora de William B. Astor  era una mansión en la Quinta Avenida en el barrio Upper East Side de Manhattan, Nueva York (Estados Unidos). Estaba ubicada en 840 y 841 Fifth Avenue, en la esquina noreste de 65th Street, se completó en 1896 y fue demolida hacia 1926.

## Historia
La casa fue construida originalmente como una mansión doble para Caroline Schermerhorn Astor, la viuda del heredero inmobiliario William Backhouse Astor Jr., y su hijo John Jacob Astor IV. La construcción comenzó en 1894 y la casa sería la más grande de su tipo en la Quinta Avenida.
Caroline Astor vivía en la mitad norte de la mansión (841 Fifth Avenue), mientras que su hijo y su familia vivían en la mitad sur (840 Fifth Avenue). Después de que Caroline Astor muriera en 1908, su hijo convirtió la mansión doble en una sola casa para su familia.
La mansión fue diseñada por Richard Morris Hunt, quien se inspiró en la arquitectura del Renacimiento francés temprano del período de Luis XII y Francisco I, imitando un château de estilo Luis XII y al renacentista Castillo de Blois.
La casa fue escenario de las numerosas fiestas y recepciones organizadas por la anfitriona y por ello foco de atracción de la alta sociedad de Nueva York. El salón de baile podía albergar a 1.200 personas, en comparación con las 400 de la mansión anterior de la señora Astor en 350 Fifth Avenue y 34th Street.
La mansión fue vendida al promotor inmobiliario Benjamin Winter Sr. y demolida alrededor de 1926. Hoy en día, el templo de la Congregación Emanu-El de Nueva York se levanta en el sitio.

## Arquitectura

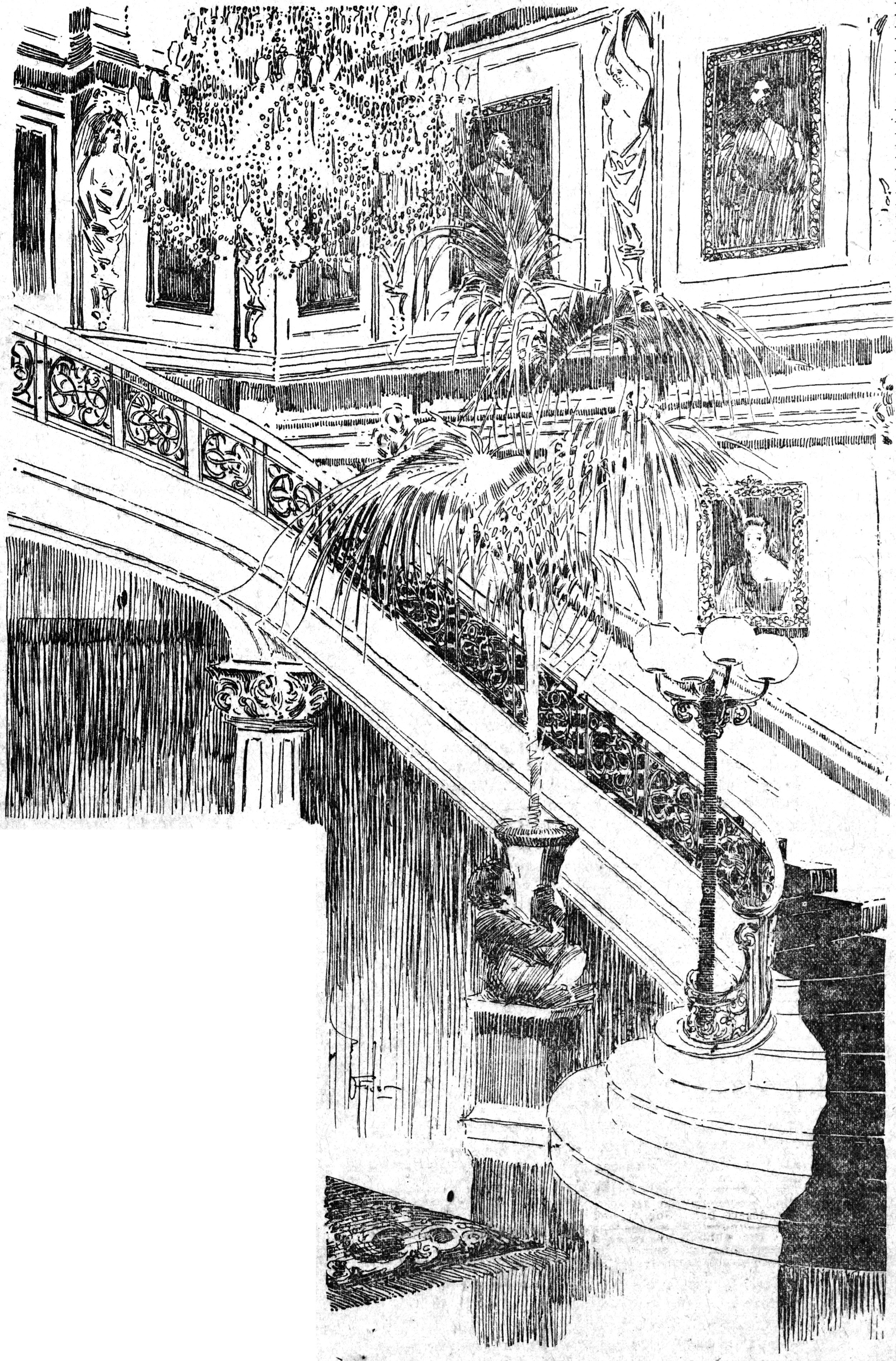
Escalera de mármol de la casa de Caroline Astor en 841 Fifth Avenue.

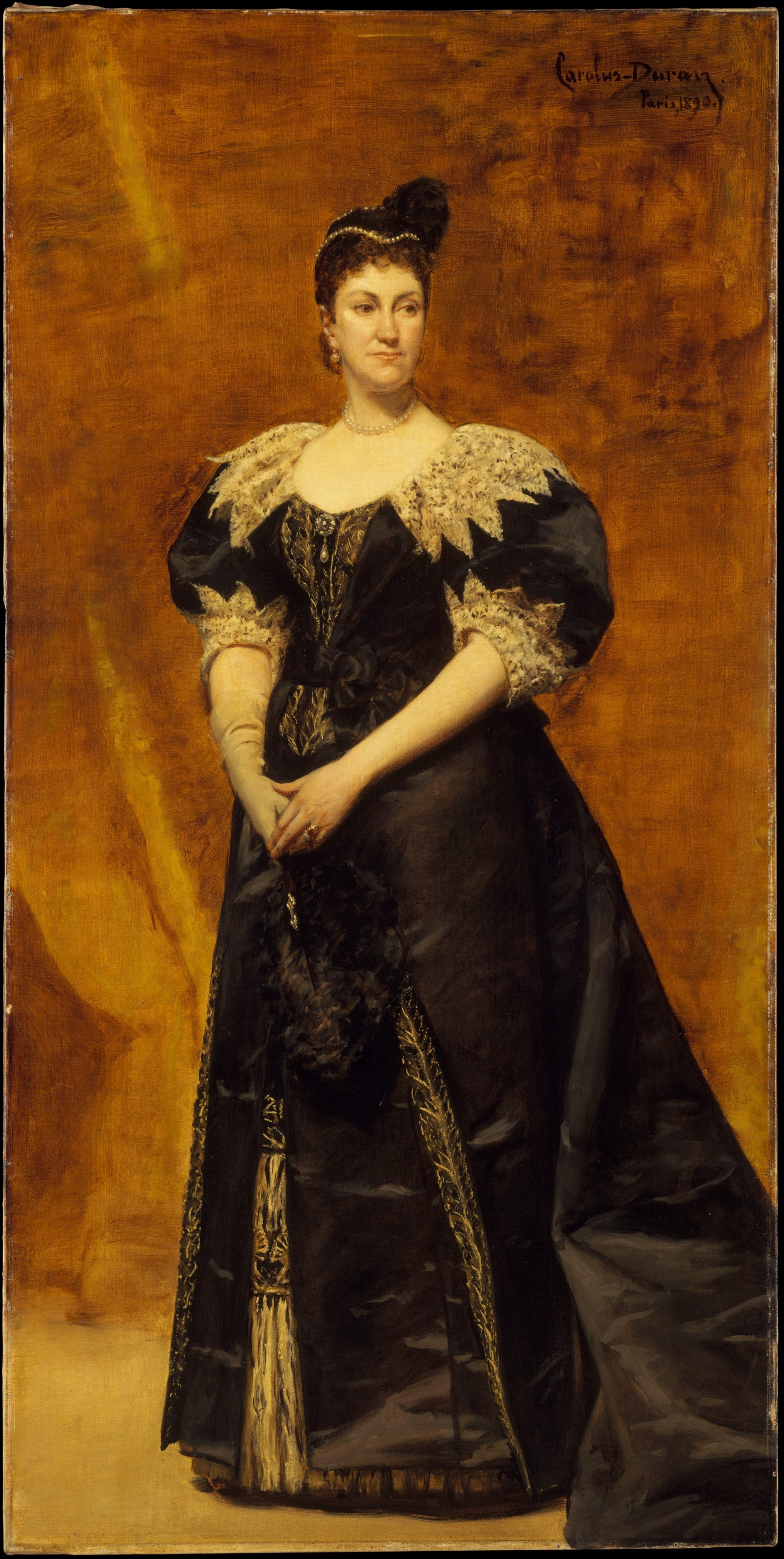
Retrato de Caroline Astor que colgaba en la casa, de Carolus-Duran (1890).

### Planta baja
La entrada principal a la casa era a través de un vestíbulo abovedado, el cual conducía a un pasillo bordeado de bustos de los antepasados de la señora Astor. Esta estancia, a su vez, daba acceso al gran salón de mármol, desde donde subía una gran escalera en voladizo hacia el piso superior. Desde el gran salón, los invitados podían ingresar a la sala de recepción de estilo Adam, donde eran recibidos, en las ocasiones formales, por su anfitriona de pie debajo de su propio retrato de Carolus-Duran. Al final del gran salón estaba la entrada, flanqueada por dos grandes jarrones y cortinas de raso dorado, al salón de baile.
Desde el Gran Salón también se accedía al Salón, cuyas paredes estaban adornadas con espejos con marcos dorados. En el suelo de la Sala de Dibujo se colocaron alfombras orientales, grandes alfombras de caza y varias otras tejidas con plumas.
Además, fuera del Gran Salón estaba el comedor, cuyas paredes de mármol negro estaban cubiertas con tapices que representaban escenas de caza. El suelo de baldosas de mármol blanco y negro de la habitación estaba cubierto con alfombras de osos polares, todo centrado en la chimenea de piedra de mármol, cuya repisa exhibía jarrones. El Comedor estaba iluminado por una gran araña de cristal con cortinas de raso.
Detrás del comedor estaba la sala de desayuno, que contenía la colección de tazas de té de la señora Astor. Esta habitación también contenía una pequeña mesa cubierta con un mantel rojo y blanco y un pequeño jarrón oriental lleno de flores.

### Salón de baile
El salón de baile era la habitación más grande de la casa, abarcaba toda la parte trasera del inmueble y se elevaba cuatro pisos hasta el techo. El salón de baile funcionaba también como galería de arte; en las paredes forradas con paneles de raso estaban colgados los artefactos de la colección de arte de la señora Astor, mientras que los pisos de parquet estaban cubiertos con cuatro enormes alfombras orientales rojas y 16 alfombras persas rojas largas y estrechas. También esparcidas por el suelo había coloridas alfombras tejidas con plumas de pavo real.
Del techo estaban suspendidos cuatro grandes candelabros de cristal, cada uno con varios hilos de perlas que se unían entre sí. En un extremo del salón de baile había una enorme chimenea de mármol que se elevaba hasta el techo; estaba decorada con dos esculturas de atlantes a tamaño natural que sostenían un panel pintado con una ocasión de gala en el palacio de Versalles. En el extremo opuesto del salón de baile, en el nivel del segundo piso, había una galería de trovadores, donde una pared de biombos chinos bloqueaba la vista de los músicos del salón de baile. Frente al balcón se levantaba la estatua de Venus de la señora Astor; alrededor había plantas en macetas y una pequeña cascada de mármol. Ante la chimenea había candelabros de estilo Luis XVI. Entre los candelabros un estrado elevado cubierto con mantas de piel, encima del cual había un diván de raso rojo en el que se sentaba Caroline. Entre el diván había dos mesitas, encima de las cuales dos cabezas de caballo de mármol. En el centro del salón de baile se colocó una otomana redonda de terciopelo rojo cuyo centro era una gran urna tallada de mármol; a juego con esto, dispuestos alrededor de la sala estaban canapés y sillas.

### Segunda planta
En el segundo piso estaba el dormitorio de la Sra. Astor, el tocador abovedado, el vestidor, el baño y los armarios. Este piso también contenía una suite de invitados y el armario de ropa blanca.
Los pisos restantes contenían las numerosas habitaciones de invitados y sirvientes.